# Ralf Schwarzer
Ralf Schwarzer (* 30. September 1943 in Mittweida) ist ein deutscher Psychologe und Professor der Psychologie. Schwarzer forscht im Bereich Gesundheitspsychologie zum Gesundheitsverhalten und zur Selbstwirksamkeitserwartung.

## Leben
Schwarzer begann ein Studium der Erziehungswissenschaften und schloss 1972 mit einem Diplom ab (an der Christian-Albrechts-Universität zu Kiel). Er promovierte 1973 ebenfalls in den Erziehungswissenschaften und in Kiel, wo er 1974 zudem einen weiteren Diplomabschluss der Psychologie erlangte. Von 1982 bis 2011 war er Professor der Psychologie an der FU Berlin. Er war Professor am Institut für positive Psychologie an der Australian Catholic University in Sydney (2014–2017) und am Campus der University of Social Sciences and Humanities in Breslau (seit 2011).
Im Laufe seiner Karriere erhielt er den John F. Diefenbaker Award (1996), den Deutschen Psychologiepreis (2007) und den Award for Distinguished Scientific Contributions of the International Association of Applied Psychology (2010). 2024 wurde Schwarzer zum Mitglied der Academia Europaea gewählt.
Er ist seit 2009 Herausgeber der Zeitschrift Applied Psychology: Health and Well-Being.

## Veröffentlichungen (Auswahl)
- Streß, Angst und Handlungsregulation. Kohlhammer, 2000, ISBN 3-17-015992-5.
- Psychologie des Gesundheitsverhaltens: Einführung in die Gesundheitspsychologie. Hogrefe, 2004, ISBN 3-8017-1816-6.
- R. Schwarzer (Hrsg.): Self-efficacy: Thought control of action. Hemisphere, Washington, DC 1992.
- R. Schwarzer: Modeling health behavior change: How to predict and modify the adoption and maintenance of health behaviors. In: Applied Psychology: An International Review. Band 57, Nr. 1, 2008, S. 1–29. doi:10.1111/j.1464-0597.2007.00325.x.
- C.-Q. Zhang, R. Zhang, R. Schwarzer, M. S. Hagger: A meta-analysis of the health action process approach. In: Health Psychology. Band 38, Nr. 7, 2019, S. 623–637. doi:10.1037/hea0000728